# Emilio Rodríguez
Emilio Rodríguez Barros (Ponteareas, 28 novembre 1923 – Ponteareas, 21 febbraio 1984) è stato un ciclista su strada spagnolo.
Professionista dal 1947 al 1960, vinse sei tappe alla Vuelta a España, due volte la classifiche scalatori e una volta la classifica generale.

## Carriera
Da professionista si mise in luce sin dalla prima stagione, terminando al secondo posto nella Vuelta a Galicia e con altre prove nel Circuito de Norte. Il 1946 fu l'anno di conferma delle capacità nelle corse a tappe: riuscì infatti ad aggiudicarsi la Vuelta a Galicia e vinse la classifica scalatori alla Vuelta a España.
Il 1947 fu l'anno in cui ottenne il maggior numero di vittorie, nove al termine della stagione più la riconferma nella classifica scalatori della Vuelta a España. Si aggiudicò tre tappe e la vittoria finale alla Vuelta a Asturias, una tappa alla Vuelta a España, una alla Vuelta a Burgos e la vittoria della classifica finale di Circuito Castilla-Leon-Asturias, Vuelta a Galicia e Volta Ciclista a Catalunya.
Nel 1948 si confermò alla Volta a Catalunya e fu secondo alla Volta a Portugal, mentre alla Vuelta a España dovette cedere la prima posizione nella classifica generale a Bernardo Ruiz Navarrete. Dopo un 1949 con due sole vittorie, si rilanciò nel 1950 raggiungendo l'apice della carriera: vinse la Vuelta aggiudicandosi cinque tappe e la classifica scalatori per la terza volta, terminando davanti al fratello Manuel.
Negli anni successivi non riuscì a confermare quanto aveva fatto fino al 1950, tuttavia nel 1954 riuscì ancora ad ottenere qualche successo, vincendo il campionato nazionale in salita e partecipando per la terza volta al Tour de France riuscì a fare meglio delle edizioni 1949 e 1951 dove si era ritirato, ma tuttavia a Parigi fu solo quarantatreesimo.

## Palmarès
- 1945

7ª tappa Grand Prix de la Victoria (Tàrrega > Tàrrega)
- 1946

Classifica generale Vuelta a Galicia
- 1947

1ª tappa Vuelta a Asturias
3ª tappa Vuelta a Asturias
9ª tappa Vuelta a Asturias
Classifica generale Vuelta a Asturias
Classifica generale Circuito Castilla-Leon-Asturias
2ª tappa Vuelta a España (Albacete > Murcia)
Classifica generale Vuelta a Galicia
1ª tappa Vuelta a Burgos (Burgos > Miranda de Ebro)
Classifica generale Volta Ciclista a Catalunya
- 1948

Classifica generale Volta Ciclista a Catalunya
Classifica generale Vuelta a la Región Levantina
3ª tappa Gran Premio Marca (Eibar > Bilbao)
- 1949

1ª tappa, 1ª semitappa Gran Premio de Catalunya (Manresa > Molins de Rei)
Classifica generale Gran Premio de Catalunya
- 1950

3ª tappa Vuelta a España (León > Gijón)
5ª tappa Vuelta a España (Santander > Torrelavega)
7ª tappa Vuelta a España (Bilbao > Irun)
8ª tappa Vuelta a España (Irun > Pamplona)
24ª tappa Vuelta a España (Talavera de la Reina > Madrid)
Classifica generale Vuelta a España
Campionati spagnoli, Prova in salita
- 1954

Campionati spagnoli, Prova in linea
- 1955

Classifica generale Vuelta a Galicia
1ª tappa Vuelta a Asturias

### Altri successi
- 1946

Classifica scalatori Vuelta a España
- 1947

Classifica scalatori Vuelta a España
- 1950

Classifica scalatori Vuelta a España
- 1951

Classifica scalatori Giro del Portogallo

## Piazzamenti

### Grandi giri
- Vuelta a España

1945: ritirato
1946: 8º
1947: 4º
1948: 2º
1950: vincitore
1955: 24º
1956: 11º
1957: 42º
- Giro d'Italia

1954: ritirato
- Tour de France

1948: ritirato (5ª tappa)
1951: ritirato (2ª tappa)
1954: 43º